# سووپیا (شهرستان کونگسکیه)
سووپیا (به لهستانی:  Słupia) یک روستا در لهستان است که در گمینا سووپیا (شهرستان کونگسکیه) واقع شده‌است. سووپیا ۲۹۰ نفر جمعیت دارد.